# Луис Холтби
Луис Хари Холтби (енгл. Lewis Harry Holtby; Еркеленц, 13. септембар 1989) је немачки фудбалер, који тренутно игра за Хамбургер.